# وادي الترمس
وادي الترمس  أحد أودية منطقة القصيم وسط المملكة العربية السعودية. يُعد الوادي أحد الروافد المهمة لوادي الرمة.

## الوصف
وادي الترمس يسيل من جبال حبشي والخدار في الدرع العربي إلى الغرب من مدينة العظيم بنحو 10 كم٬ ويتجه نحو الشرق مارًا بمدينة شري٬ ثم ينتهي بمحير الترمس غرب عرق المظهور. وهو وادٍ كبير يبتدئ سيله من عدة شعاب أقصاها من جبل حبشي الذي يقع في أقصى الحدود الشمالية الغربية من القصيم٬ وبعضها على مقربة من مدينة العظيم٬ وبعد أن يفارقها تبدأ تسميته بالترمس.